# 遊俠 (中土大陸)
在托爾金的傳說故事集中，遊俠（Rangers）是第三紀元時期的两個秘密、有組織的獨立團體，分別為北方登丹遊俠（亞爾諾）及南方伊西力安遊俠（剛鐸）。
和他們的努曼諾爾祖先一樣，遊俠似乎具備了與艾爾達精靈密切相關的相同之處，他們的感官十分敏銳、並能够理解鸟兽的语言。 他们也是強大的追踪者和强壮的战士，捍卫他们各自的区域免受邪恶势力的入侵。
北方遊俠與伊西力安遊俠雖然都具備著同樣的血緣，但他們彼此之間並未曾有聯繫。
托尔金筆下的遊俠（尤其是亞拉岡）是龙与地下城的角色職業「遊俠」的主要靈感來源。

## 参看
- 真金不一定閃閃發光（英语：All that is gold does not glitter）
- 登丹人
- 伊西力安遊俠
- 北方遊俠